# Papineau (Metro Montreal)

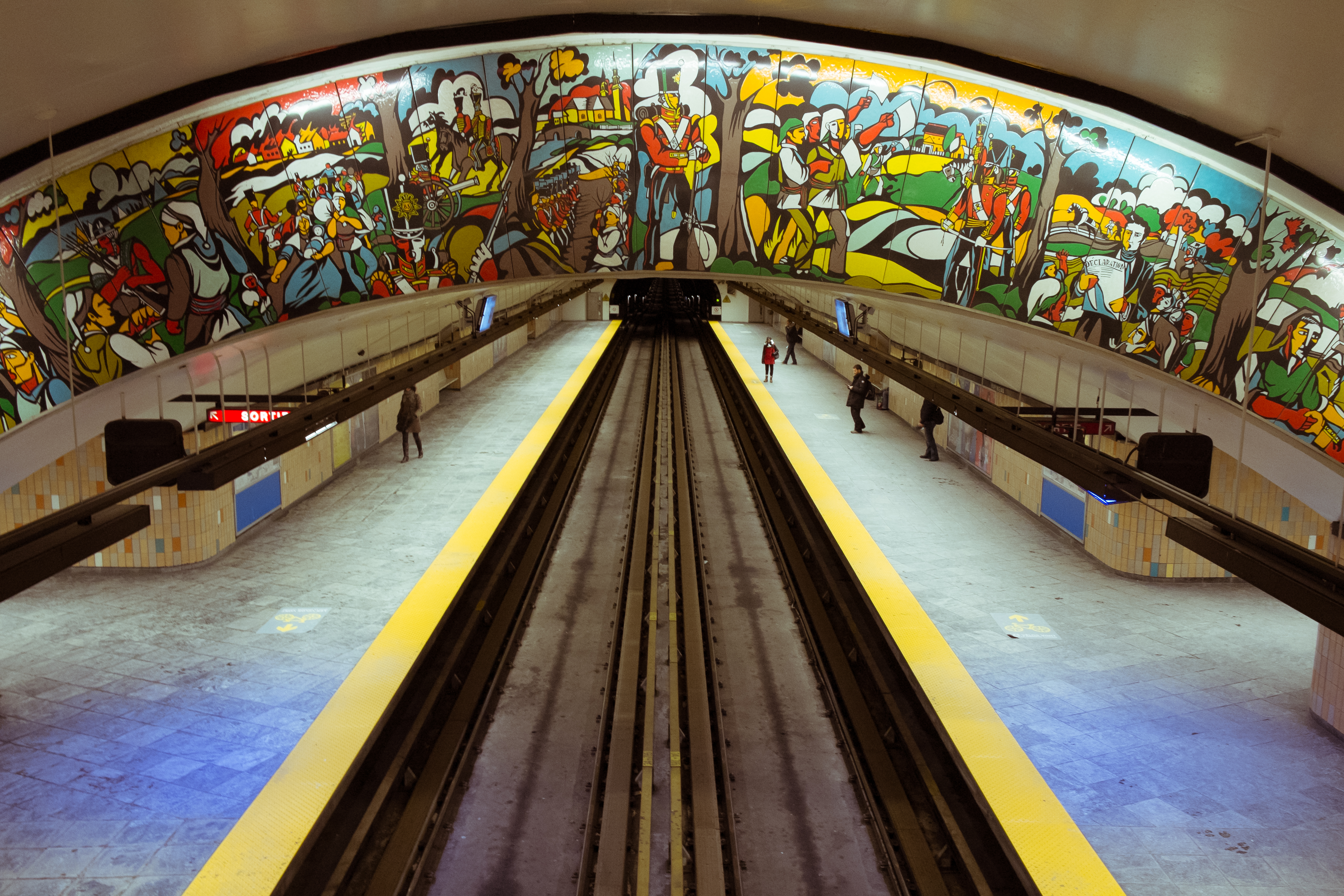
Blick auf die Bahnsteige

Papineau ist eine U-Bahn-Station in Montreal. Sie befindet sich im Arrondissement Ville-Marie an der Kreuzung von Rue Sainte-Catherine und Avenue Papineau. Hier verkehren Züge der grünen Linie 1. Im Jahr 2019 nutzten 3.285.013 Fahrgäste die Station, was dem 37. Rang unter den insgesamt 68 Stationen der Metro Montreal entspricht.

## Bauwerk
Die vom Architekturbüro Bolduc et Venne entworfene Station entstand als relativ nüchtern gestalteter Tunnelbahnhof, mit Fliesen in hellbraunen Farbtönen. In 21,6 Metern Tiefe befindet sich die Bahnsteigebene mit zwei Seitenbahnsteigen. Eine darüber liegende Verteilerebene führt zu langen Treppen an die Oberfläche. Der ursprüngliche Eingangspavillon war von Anfang an als Provisorium gedacht und wurde 1999 durch einen von Mario Bibeau entworfenen Neubau ersetzt. Im selben Jahr ersetzte man den um den Stationseingang liegenden Parkplatz durch eine Grünanlage. Die Entfernungen zu den benachbarten Stationen, jeweils von Stationsende zu Stationsanfang gemessen, betragen 495,00 Meter bis Beaudry und 1157,57 Meter bis Frontenac. Es bestehen Anschlüsse zu sechs Buslinien und zwei Nachtbuslinien der Société de transport de Montréal.

## Kunst

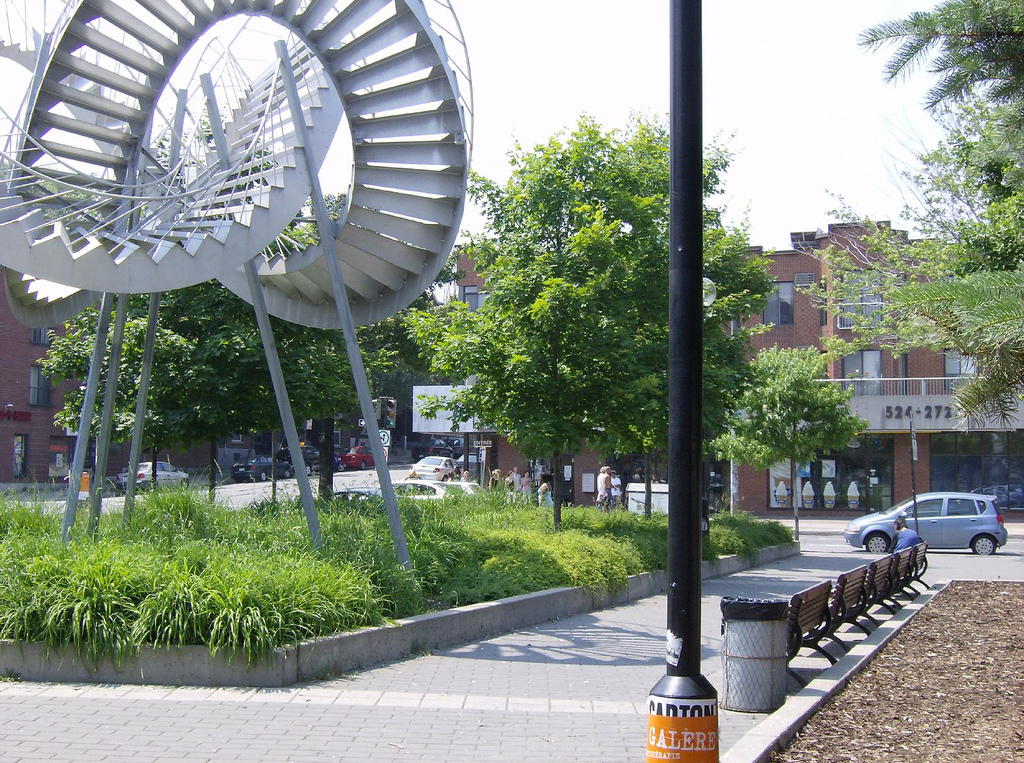
Révolutions: Skulptur beim Eingang

Eine Serie von drei Wandbildern schmückt den Bogen über dem Zugang zur Bahnsteigebene, ähnlich einem Triptychon. Das Werk Les Patriotes de 1837-1838 von George Juhasz und Jean Cartier erinnert an die Niederkanada-Rebellion in den Jahren 1837 und 1838. Im zentralen Bild sind rund um den Rebellenführer Louis-Joseph Papineau Aufständische, britische Soldaten und eine Landkarte des Südwestens von Québec abgebildet. Die Bilder an den Seiten stellen eine Zeitleiste der Ereignisse der Rebellion dar.
In der Grünanlage um den Eingangspavillon steht seit 2003 die Aluminiumskulptur Révolutions von Michel de Broin. Dabei ist eine für die Reihenhäuser Montreals typische Wendeltreppe zu einer Endlosschleife in Form eines Kleeblatts verknüpft.

## Geschichte
Die Eröffnung der Station erfolgte am 14. Oktober 1966, zusammen mit dem Teilstück von Atwater her. Papineau gehört zum Grundnetz der Montrealer Metro und war für etwas mehr als zwei Monate die östliche Endstation der grünen Linie, bis diese am 19. Dezember 1966 nach Frontenac verlängert wurde. Namensgeber der Station ist die Avenue Papineau. Diese ist nach dem Quebecer Politiker Joseph Papineau (1752–1841) benannt, dem Vater von Rebellenführer Louis-Joseph Papineau.